# Peștera Lazului
Peștera Lazului (monument al naturii) este o arie o arie protrejată de interes național ce corespunde categoriei a III-a IUCN (rezervație naturală de tip speologic), situată în județul Gorj, pe teritoriul administrativ al comunei Padeș.

## Localizare
Aria protejată se află în versantul drept al râului Motru Sec (un afluent de dreapta al Motrului), la o altitudine de 600 m. în Munții Mehedinți, în extremitatea sudică a Parcului Național Domogled - Valea Cernei.

## Descriere
Rezervația naturală cu o suprafață de 2 hectare a fost declarată arie protejată prin Legea Nr.5 din 6 martie 2000 (privind aprobarea Planului de amenajare a teritoriului național - Secțiunea a III-a - zone protejate) și reprezintă o cavernă (peșteră) în versantul drept al văii Motrul Sec. Grota are o singură intrare, mai multe galerii, holuri, coridoare, lacuri subterane, sifoane; cu pereți și tavane cu forme concreționare (stalactite, stalagmite, baldachine, draperii) și faună specifică peșterilor.